# De Horst (Schiermonnikoog)
De Horst is een monumentale recreatiewoning aan het Vuurtorenpad 24 in Schiermonnikoog.

## Geschiedenis
De recreatiewoning werd in 1937 gebouwd voor ƒ 1763 door de aannemer W. van der Geest naar een ontwerp van architect Tjeerd Venstra (1889-1977) in opdracht van J.D. de Jong Lzn. uit Leeuwarden.
Venstra is ook de architect van onder meer de villa Zonneheuvel in Dokkum en de recreatiewoning Canidunum op Ameland. Hij liet zich in zijn werk inspireren door het expressionisme van de Amsterdamse school. Bij het ontwerpen van de Horst, maakte hij gebruik van de natuurlijke ligging in de duinen. Er zijn in dit werk elementen te vinden van de Engelse landhuisstijl. Het ontwerp is asymmetrisch, cirkelvormen worden onderbroken door rechthoekige patronen. De rietdakbedekking was in die tijd voorschrift van de eigenaar van het eiland Schiermonnikoog, de Duitse graaf Georg Ernst August von Bernstorff.
De woning is erkend als een rijksmonument, niet alleen vanwege de kwaliteit van het ontwerp en de gaafheid van het exterieur en de bouwstijl, maar ook vanwege de wijze waarop de verbondenheid met het landschap is vormgegeven en het belang van dit ontwerp voor het oeuvre van de architect.